# Szczepanowice (powiat tarnowski)
Szczepanowice – wieś położona w województwie małopolskim, w powiecie tarnowskim, w gminie Pleśna.

## Części wsi
| SIMC    | Nazwa     | Rodzaj    |
| ------- | --------- | --------- |
| 0827283 | Buczkówka | część wsi |
| 1051100 | Dąbrówka  | część wsi |
| 0827290 | Doły      | część wsi |
| 0827308 | Działy    | część wsi |
| 0827314 | Gliniki   | część wsi |
| 0827320 | Jodłówka  | część wsi |
| 0827337 | Leszczyny | część wsi |
| 0827343 | Rogówka   | część wsi |
| 0827350 | Tracze    | część wsi |
| 0827366 | Wola      | część wsi |
| 0827372 | Zwódka    | część wsi |

## Przynależność administracyjna
W latach 1975–1998 miejscowość należała administracyjnie do województwa tarnowskiego.

## Historia
Szczepanowice leżą na prawym brzegu Dunajca, naprzeciw miasta Wojnicza, ok. 12 km na południowy zachód od Tarnowa, na wysokości 200–400 m n.p.m. Tutejsza parafia należy do diecezji tarnowskiej.
W średniowieczu Dunajec płynął w pobliżu Wojnicza, a dzisiejszy Isep i Zawodzie znajdowały się na prawym jego brzegu. Na tym terenie, tj. między dawnym i obecnym korytem rzeki, powstała w pierwszej połowie XIV w. osada Wola Pelczowska (Libertas Pelcze). Około 1340 r. wybudowano w niej kościół i utworzono parafię, która w 1348 i 1349 r. złożyła świętopietrze. Parafia ta należała do diecezji krakowskiej. Wola Pelczowska stanowiła pierwotną część parafii Jodłówka, przemianowanej w 1916 r. na Szczepanowice.
W połowie XIV w. wylew Dunajca zniszczył ten kościół. Pod koniec XIV w. powstał następny kościół, który jednak wybudowano na wzgórzu w Jodłówce (obecnie przysiółek Szczepanowic). Patronem kościoła był św. Mikołaj Biskup.
Po wylewie Dunajca ok. 1460 r. część jego wód płynęła dawnym korytem, tj. bliżej Wojnicza, a część korytem nowym, bliżej Szczepanowic. Wskutek tego między Szczepanowicami a Wojniczem powstała wyspa, na której ok. 1470 r. założono wieś Isep. Od końca XV w. Dunajec płynął znowu jednym nurtem: między Szczepanowicami a Ispem. Wskutek zmiany koryta Dunajca Wola Pelczowska, zwana także Wola Pilczów, a od XVI w. do czasów najnowszych – Pińczów (na Zawodziu), znalazła się na lewym brzegu rzeki. Źródło z 1475 r. stwierdza, że parafia Jodłowka była identyczna z Pelczowską Wolą. Należały do niej także Szczepanowice.
Najwcześniejsza znana obecnie wiadomość źródłowa o Jodłówce oraz o istniejącym w niej kościele i parafii pochodzi z 1407 r., a najstarsza wzmianka o Szczepanowicach – z 1408 r. Pierwszym znanym z imienia proboszczem w Jodłówce był ks. Stanisław (1470–1475). Pierwsze wzmianki o istnieniu szkoły parafialnej w Jodłówce pochodzą z 1518 i 1527 r.
W XIV i XV w. Szczepanowice z okolicą miały różnych właścicieli; od r. 1489 do połowy XIX w. ich dziedzicami byli nieprzerwanie Chrząstowscy herbu Zadora. Oni też byli kolatorami kościoła parafialnego w Jodłowce. Od lat siedemdziesiątych XIX w. do okresu po II wojnie światowej patronat nad kościołem sprawowała rodzina Żabów herbu Kościesza.

### Czasy reformacji

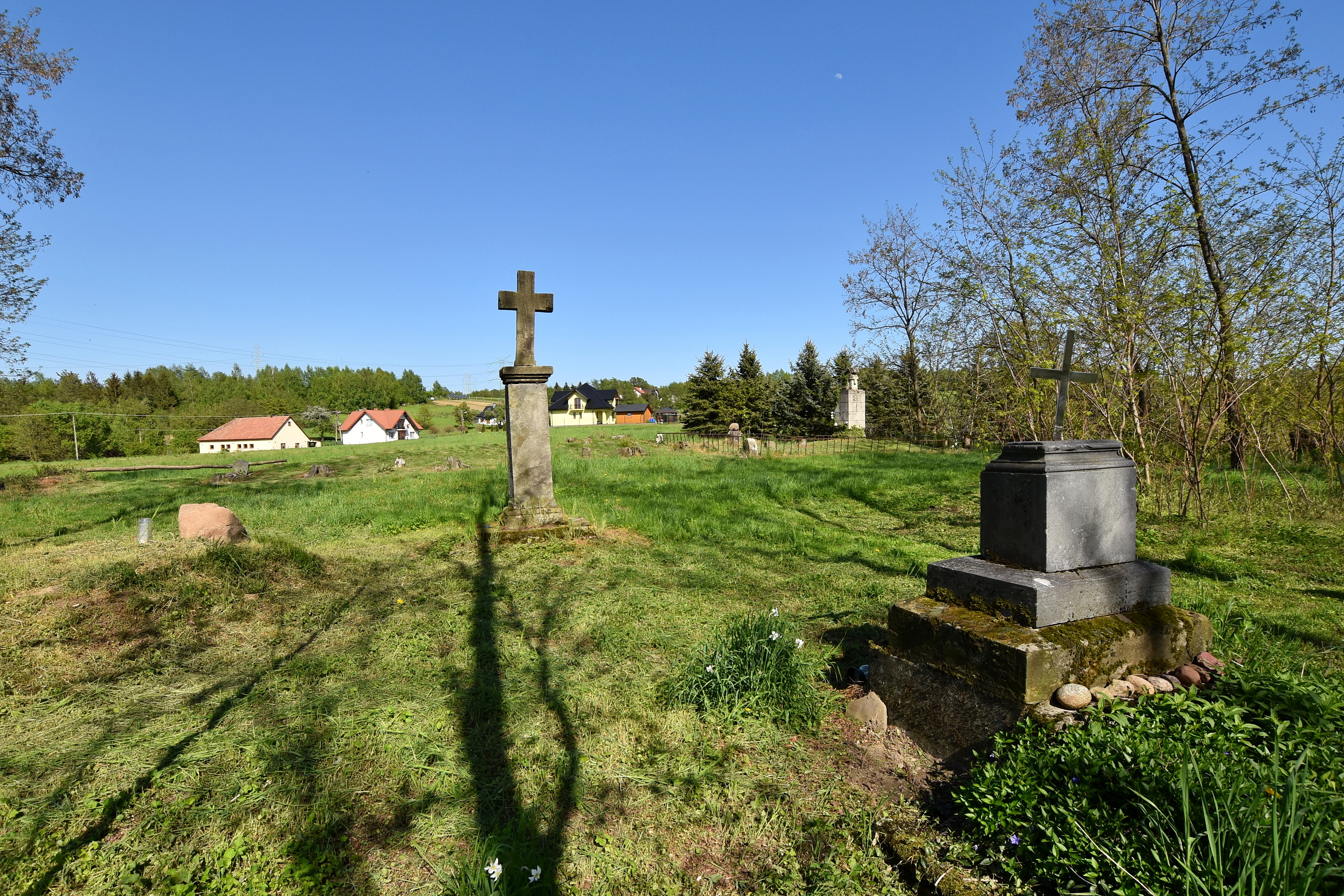
Cmentarz kalwiński

W 1568 r. część rodziny Chrząstowskich przyjęła kalwinizm. W 1573 r. kościół w Jodłówce zamieniono na zbór kalwiński. Stan taki trwał 20 lat, a tymczasem budynek uległ zniszczeniu. Wówczas katolicy i kalwiniści zbudowali sobie oddzielne świątynie. Wkrótce też zaczęła działać szkoła zborowa. W 1651 r. zamknięto zbór i szkołę w Jodłówce i przeniesiono je do sąsiednich Szczepanowic, gdzie ich właściciel Stanisław Chrząstowski (†1658), działacz polityczny i przywódca protestantów małopolskich, ufundował nowy kościół, „który wkrótce stał się głównym ośrodkiem życia zborów krakowskich i sandomierskich”. W tym też czasie założono istniejący do dzisiaj cmentarz kalwiński. Synem Stanisława był Piotr Chrząstowski (†1684), działacz protestancki. „Siedziba jego – odziedziczone po ojcu Szczepanowice – rozrosła się w małe miasteczko jako zborowa stolica Małopolski zachodniej i ostatni ośrodek polskiego szkolnictwa kalwińskiego o międzynarodowym znaczeniu, ściągający młodzież protestancką z Węgier”. W latach sześćdziesiątych XVII w. szkoła ta była szkołą dystryktu krakowskiego i osiągnęła poziom gimnazjum. Oprócz synów szlachty polskiej kształcili się w niej synowie kupców szkockich z Tarnowa, a w latach siedemdziesiątych – także pewna liczba młodzieży z Węgier. W 1713 r. zbór został spalony. 
W wydanej po raz pierwszy w 1786 r. książeczce pt. „Geografia albo dokładne opisanie królestw Galicyi i Lodomeryi” jaj autor, hrabia Ewaryst Andrzej Kuropatnicki zanotował: Szczepanowice. Wieś domu Chrząstowskich. Tu za pozwoleniem Majestatu kościół konfesyi helweckiej wzrasta mocno nad Dunajcem. Nowy zbór wybudowano jeszcze w tym samym 1786 r.; przetrwał on do 1852 r., kiedy to Chrząstowscy sprzedali swe dobra Serwatowskim i opuścili Szczepanowice.
Jodłówka i Szczepanowice odgrywały znaczącą rolę w dziejach kalwinizmu w Polsce południowej. W Jodłówce odbyła się w 1636 r. konwokacja (zjazd) prowincjalna Małopolski oraz synody dystryktu (okręgu) krakowskiego w 1645 i 1648 r. W Szczepanowicach odbyło się 8 synodów dystryktu krakowskiego, 3 synody prowincjalne Małopolski (w 1680, 1683 i 1808 r.), 3 konwokacje dystryktowe i 2 konferencje prowincjalne. W pierwszej połowie XVII w. ministrami w Jodłowce byli dwaj pisarze – polemiści kalwińscy: Jan Petrycy (zm. ok. 1626) i Daniel Clementinus (†1644); wśród ministrów w Szczepanowicach wyróżnili się: teolog Daniel Kałaj (†1691) i Jan Petrozelin, senior dystryktu krakowskiego, a potem senior prowincji małopolskiej (zm. ok. 1707).

### Wiosna Ludów
W latach trzydziestych XIX w. dwór Chrząstowskich w Szczepanowicach był miejscem ożywionej działalności konspiracyjnej, mającej na celu wyzwolenie Polski z niewoli zaborców i uwłaszczenie chłopów. Dnia 19 lutego 1846 r. w czasie tzw. rzezi galicyjskiej gromada chłopów napadła na dwór w Szczepanowicach i zamordowała 3 osoby, w tym Edwarda, syna dziedziczki Marcjanny Chrząstowskiej. Drugi jej syn, Aleksander, zginął w Lichwinie.
Wylewy Dunajca od dawna wyrządzały niemałe szkody w okolicy. W czasach nowszych większe prace regulacyjne w tym rejonie przeprowadzono na przełomie XVIII i XIX w. oraz pod koniec XIX w.

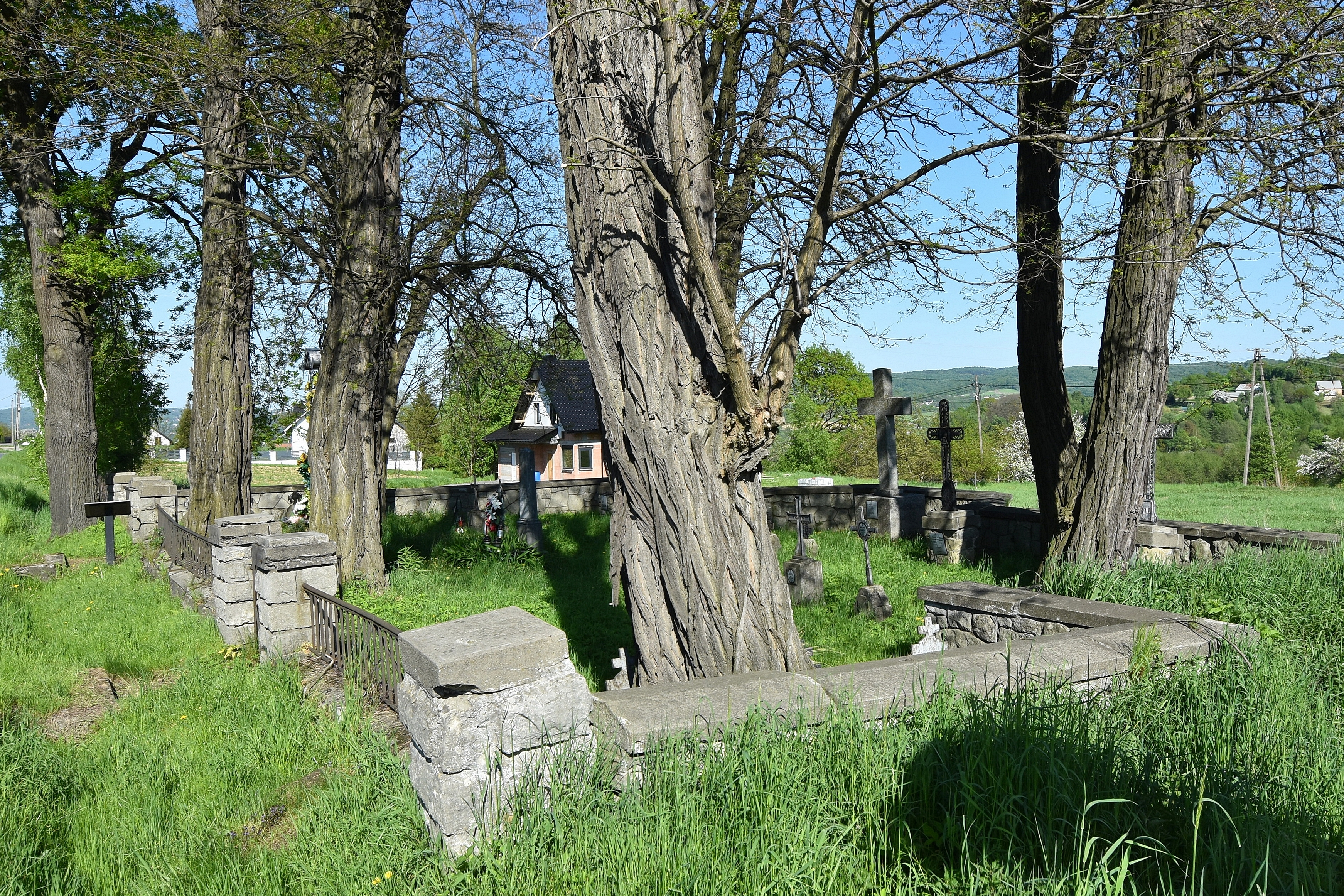
Cmentarz wojenny nr 195

### I wojna światowa
Od grudnia 1914 do maja 1915 r. na terenie parafii utrzymywał się front austriacko-rosyjski i toczyły się walki. Z tego okresu pozostało kilka cmentarzy wojennych (trzy w samych Szczepanowicach: nr 194, 195 i 197). Dnia 6 marca 1915 r. pociski artylerii austriackiej zniszczyły kościół. Większość zabudowań należących do mieszkańców również uległa zniszczeniu.

### Okres międzywojenny
W okresie międzywojennym nabożeństwa odprawiano w drewnianej kaplicy. W latach 1917–1919 wybudowano w Szczepanowicach szkołę, którą w 1957 r. od strony północnej powiększono. W 1924 r. Isep i Zawodzie włączono do parafii Wojnicz, a z dniem 1 stycznia 1938 r. Lubinkę przyłączono do parafii Janowice.

### II wojna światowa
II wojna światowa spowodowała ofiary w ludziach, wyniszczenie Żydów i duże straty materialne. W okolicznych lasach działali partyzanci z Armii Krajowej.

### Czasy współczesne
W latach 1955–1961 istniała w Szczepanowicach Gromadzka Rada Narodowa.
W latach 1957–1960 wybudowano kościół w Błoniu, gdzie w 1980 r. utworzono parafię. W 1972 r. zorganizowano punkt duszpasterski w Dąbrówce w domu prywatnym przerobionym na kaplicę. W latach 1982–1986 zbudowano tam dużą kaplicę murowaną według projektu Stanisława Łabuza z Katowic.
Plebanię drewnianą, krytą eternitem, zbudowano w r. 1916/17. W latach 1958–1960 po wschodniej stronie kościoła postawiono dom parafialny, w którym urządzono salę katechetyczną i mieszkanie dla wikariusza. W 2004 i 2005 r. wybudowano nową plebanię.
Z parafii Szczepanowice pochodzi obecnie (2009) 6 księży zakonnych, 1 ksiądz diecezjalny, 4 siostry zakonne i 1 kleryk zakonny.
W 1988 r. otwarto nowo wybudowany sklep GS w przysiółku Złotka, w latach 1987–1990 w przysiółku Tracze wzniesiono remizę strażacką, a w latach 1990–1992 doprowadzono gaz i przeprowadzono telefonizację Szczepanowic.
W latach 1995–1997 wybudowano nowoczesny gmach szkolny, a w latach 1999–2001 przy szkole wybudowano halę sportową. W 2009 r. Szczepanowice liczyły 1450 mieszkańców.
Wskutek osuwisk – po powodzi w maju 2010 – zostało zniszczonych kilkanaście domów.

## Zabytki
Obiekt wpisany do rejestru zabytków nieruchomych województwa małopolskiego.
- Cmentarz wojenny nr 194 – Szczepanowice-Żabno

## Transport i komunikacja

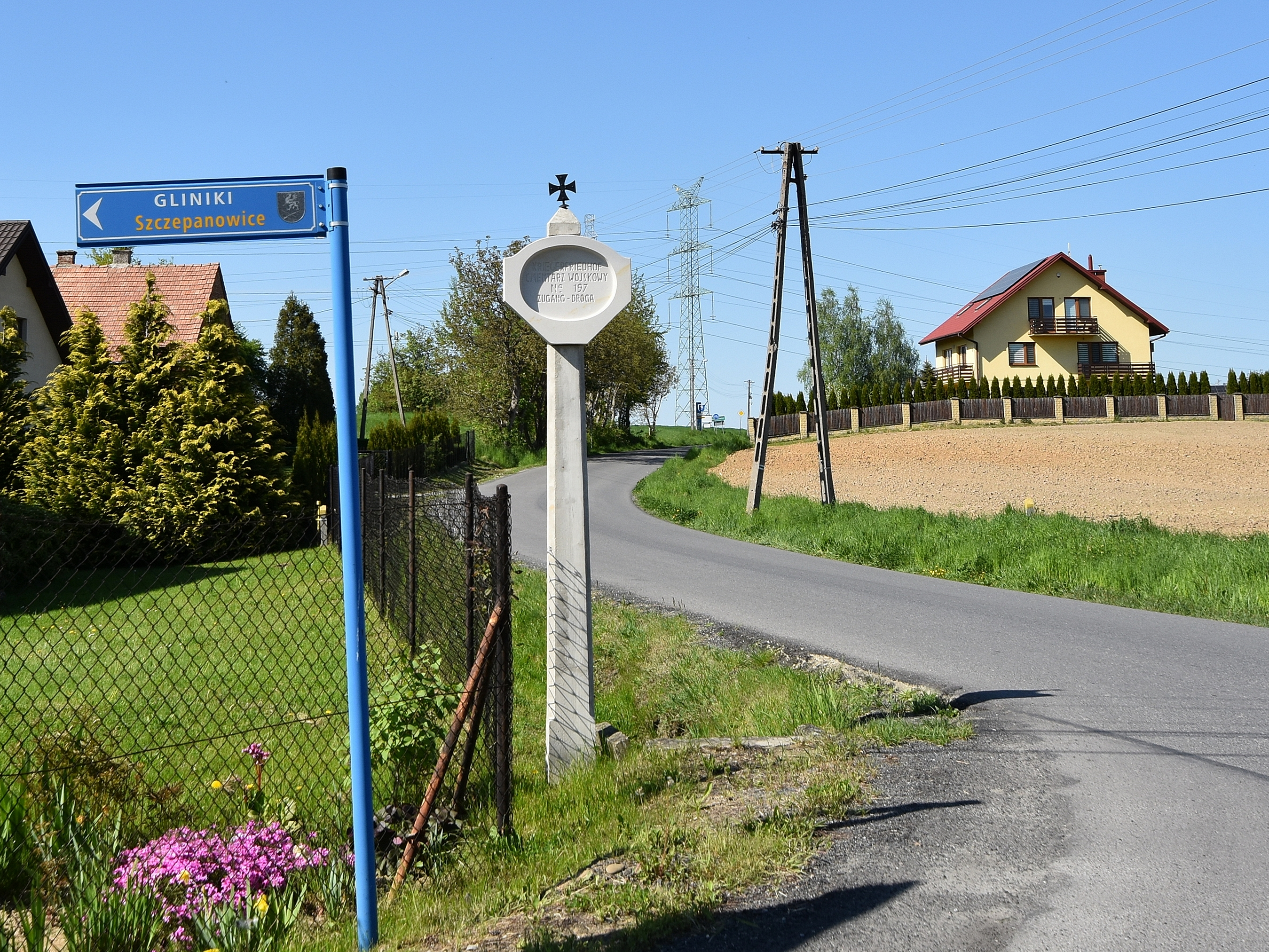
Droga przez wieś ze znakiem wskazującym dojście na cmentarz wojenny nr 197

Od niepamiętnych czasów do okresu międzywojennego główna droga wiejska prowadziła przez przysiółek Gliniki. W latach 30. XX w. i w czasie II wojny światowej budowano drogę od przysiółka Tracze, obok szkoły, przez Złotkę i w kierunku Nakla – łącząc ją z drogą przez Gliniki. Ta nowa droga wkrótce stała się główną drogą przez wieś. W latach 1975–1976 położono na niej asfalt i wkrótce potem WPK Tarnów uruchomiło tam komunikację autobusową, przedłużając istniejącą od 1971 r. linię MPK Tarnów – Szczepanowice (Tracze). Od 1986 r. przysiółek Gliniki ma połączenie z Tarnowem (przez Błonie i Zgłobice) dzięki linii podmiejskiej.
Istniejącą od dawna drogę Tarnów – Zakliczyn przebudowano w rejonie Szczepanowic w latach 1880–1890, w 1914 r. gruntownie ją ulepszono, a w latach pięćdziesiątych XX w. położono na niej asfalt i uruchomiono komunikację PKS.

## Turystyka
Przez Szczepanowice wiedzie znakowany zielony szlak turystyczny (turystyka piesza) z Tarnowa na szczyt wzgórza w Dąbrówce-Lubczy (419 m n.p.m.), gdzie znajduje się kompleks trzech cmentarzy wojskowych (nr 191, 192 i 193) z grobami żołnierzy poległych podczas I wojny światowej ; następnie szlak prowadzi przez Lubinkę na szczyt Wału (526 m n.p.m.).

## Osuwisko Tubendza
W maju 2010 roku stok w rejonie przysiółka Tubendza został uaktywniony. Stary kompleks osuwiskowy, okresowo aktywny w wyniku zaburzenia równowagi na stoku został częściowo odmłodzony. Część uaktywniona obejmuje powierzchnię 16 ha, a część nieuaktywniona ok. 34 ha.
Przyczyny powstania osuwiska dzielą się na przyrodnicze oraz antropogeniczne. Z przyczyn przyrodniczych podstawowymi czynnikami, odpowiedzialny za proces osuwania są rozlewne opady w maju 2010 roku. Budowa geologiczna niniejszego terenu wykazuje cechy sprzyjające powstawaniu nowych oraz odmładzaniu starych osuwisk. Pod powierzchnią zwietrzeliny zalegają warstwy nieprzepuszczalne łupków mioceńskich. W wyniku całkowitego przesiąknięcia warstwy zwietrzeliny, woda na granicy z warstwą nieprzepuszczalną, pod wpływem grawitacji migrowała w niższe partie terenu. Taki ruch wody spowodował osłabienie zwięzłości między tymi warstwami. Główną przyczyną antropogeniczną odnowienia się osuwiska było dociążenie stoku przez budowę nowych budynków z materiałów „ciężkich” (cegły, pustaki). Na obszarze odnowionego osuwiska znajdowały się 4 budynki mieszkalne (ryc. 1). W wyniku osuwania uszkodzona została także linia wysokiego napięcia 110 kV relacji Tarnów – Olszyny. Linia została wybudowana, by połączyć hydroelektrownię w Czchowie z Zakładami Azotowymi w Tarnowie. Na odcinku 600 m została zniszczona droga asfaltowa.

## Kościół parafialny

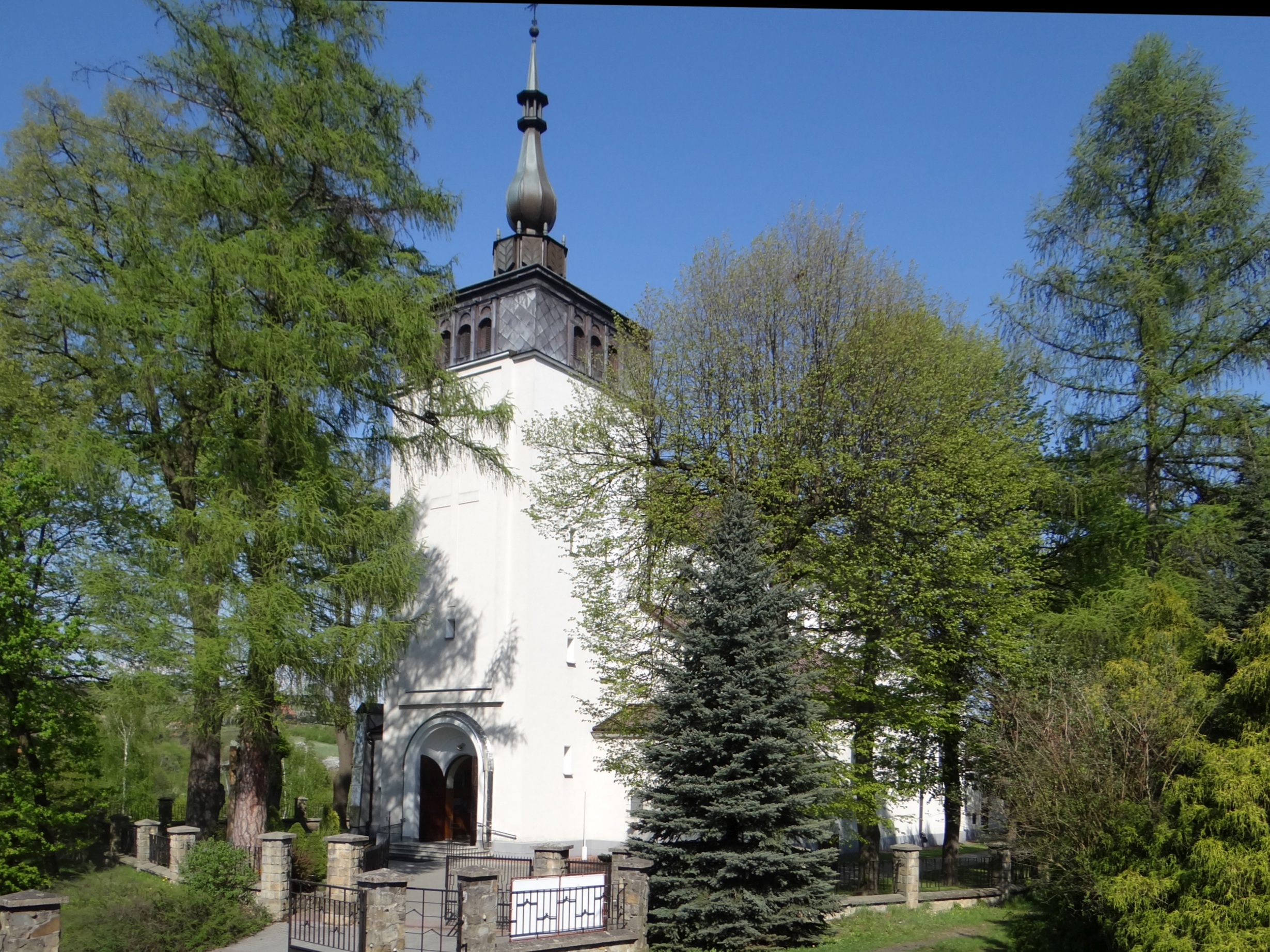
Kościół Niepokalanego Serca NMP

Kościół katolicki w Jodłówce, wybudowany pod koniec XVI w., z powodu złego stanu technicznego rozebrano w 1805 r., pozostawiając tylko mniej zniszczony przedsionek, który służył za kaplicę. Nowy kościół zaczęto budować ok. 1816 r. w pobliżu obecnego. Poświęcono go dopiero w 1840 r.
Fundamenty obecnego kościoła zaczęto kłaść w 1927 r., ale właściwy kościół wybudowano w latach 1939–1948 staraniem ks. Stanisława Gudza według projektu Edwarda Okonia z Tarnowa (prezbiterium, zakrystia i kaplica) oraz Stanisława Gałęzowskiego i Władysława Pieńkowskiego z Warszawy. Kościół pod wezwaniem Niepokalanego Serca NMP poświęcono w 1948 i konsekrowano w 1964 r. Patronem parafii pozostał św. Mikołaj Biskup.

### Architektura kościoła
Świątynia jest trójnawowa, bazylikowa, murowana z cegły, bez wyraźnych cech stylowych, z transeptem oraz z prezbiterium zamkniętym trójbocznie, po bokach którego symetrycznie usytuowane są kaplica i zakrystia.
Wymiary kościoła są następujące: długość 40 m; szerokość 20 m; wysokość nawy głównej 14 m; wysokość wieży wraz z krzyżem 42 m. Od frontu wieża kwadratowa z dwoma przybudówkami po bokach, zwieńczona cebulastą iglicą. Nad nawą główną, transeptem i prezbiterium dachy dwuspadowe z wieżyczką z latarnią nad transeptem. Nad nawami bocznymi dachy pulpitowe. Prezbiterium i nawa główna nakryte są stropami kasetonowo-żelbetowymi, a nawy boczne nakrywają sklepienia krzyżowe. Kaplica nakryta jest kopułą z latarnią. Przęsła nawy głównej i naw bocznych wydzielone są półkolistymi łękami, również półkoliście zamknięte są arkady międzynawowe.
Polichromia wnętrza figuralna i ornamentalna, namalowana w 1959 r. przez Andrzeja i Irenę Chojkowskich z Krakowa. Witraże wykonała firma „Witroart” Piotra Janka z Poznania według projektu Haliny Cieślińskiej-Brzeskiej z Krakowa. Cztery witraże w prezbiterium (1986 r.) przedstawiają Proroków Starego Testamentu, a dwa w transepcie – Ostatnią Wieczerzę i Wniebowstąpienie Pańskie (1987 r.).
Witraże w nawach bocznych wstawiono w 1990 i 1991 r.

### Wyposażenie wnętrza
Ołtarz główny wolnostojący z lat 1985–1986, tabernakulum przyścienne, nad nim kompozycja malarska z adorującymi aniołami, a powyżej rzeźbiony krucyfiks. Pozostałe ołtarze z 1966 r. Ambona wykonana w 1960 r. według projektu Wawrzyńca Gonciarza. Stacje Męki Pańskiej malował w 1964 r. Walerian Kasprzyk. Organy o 20 głosach wykonano w latach 1971–1975. Dwa dzwony odlane w Łodzi w 1952 r., trzeci odlany w 1981 r. przez firmę Felczyńskiego z Przemyśla.

## Cmentarz
Od najdawniejszych czasów zmarłych grzebano wokół kościoła. Gdy w 1816 r. zaczęto budować nowy kościół ok. 100 m na północ od poprzedniego, cmentarz pozostał na dawnym miejscu. Około 1831 r. podczas epidemii urządzono cmentarz dalej od kościoła i od zabudowań, poniżej obecnego cmentarza; powiększono go w 1847 r. w czasie kolejnej epidemii. Obecny cmentarz założono w 1868 r., a powiększono w kierunku wschodnim po II wojnie światowej.